# Helotrephidae
Helotrephidae Esaki & China, 1927, è una famiglia di insetti acquatici Nepomorfi (ordine Rhynchota, sottordine Heteroptera).

## Morfologia e biologia
Sono insetti di piccole dimensioni, lunghi non più di 5 mm e con il corpo marcatamente convesso. Il capo è completamente fuso con il pronoto e porta antenne di 1-2 articoli. Il rostro è composto da 4 segmenti. Le emielitre hanno membrana coriacea. Nel complesso, l'aspetto di questi Rincoti ricorda quello dei Coleotteri.
Vivono fra la vegetazione acquatica in acque tranquille di laghi e stagni. Come gli altri Notonectoidea hanno la prerogativa di nuotare rovesciati sul dorso.

## Sistematica
Lo schema tassonomico classico raggruppa questa famiglia e quella dei Pleidae in una superfamiglia (Pleoidea) distinta dai Notodectoidea. Questa classificazione sembrerebbe superata dalle pubblicazioni più recenti, che raggruppa le tre famiglie nell'unica superfamiglia dei Notodectoidea.
Le Helotrephidae sono rappresentate da poco più di 40 specie, presenti nelle regioni tropicali del Sudamerica, dell'Africa e del Sudest asiatico, dall'India all'Indonesia. Si suddivide in due sottofamiglie (tre secondo una classificazione più recente):
- Sottofamiglia Helotrephinae Esaki & China, 1928. Hanno il dorso fortemente convesso e antenne composte da due articoli. Comprende i seguenti generi:
  - Ascetotrephes Polhemus & Polhemus, 2003
  - Distotrephes Polhemus, 1990
  - Esakiella China, 1932
  - Fischerotrephes Zettel, 1994
  - Helotrephes Stål, 1859
  - Hydrotrephes China, 1935
  - Idiotrephes Lundblad, 1933
  - Indotrephes Zettel, 1997
  - Limnotrephes Esaki & China, 1928
  - Mixotrephes Papáček, Štys & Tonner, 1989
  - Neotrephes China, 1936
  - Papacekia Zettel, 2005
  - Platytrephes Zettel, 2005
  - Tiphotrephes Esaki & China, 1928
  - Trephotomas Papáček, Štys & Tonner, 1988
- Sottofamiglia Idiocorinae Esaki & China, 1928. Hanno il corpo moderatamente convesso e antenne di un solo articolo. Comprende il genere:
  - Idiocoris Esaki & China

PAPÁČEK, ŠTYS & TONNER (1988) separano il genere Trephotomas in una terza sottofamiglia, denominata Trephotomasinae . ZETTEL (2005), seguendo questa classificazione, ha revisionato il genere Trephotomas: tutte le specie, ad eccezione di T. compactus PAPÁČEK, ŠTYS & TONNER, 1988, si sposterebbero in un nuovo genere, Platytrephes. A questi si aggiungerebbe il nuovo genere Papacekia, con la nuova specie P. microphthalma . La distinzione delle Trephotomasinae non è invece citata in altre classificazioni.